# Views
Views es el cuarto álbum de estudio del Cantante Canadiense Drake. Fue lanzado el 29 de abril de 2016 a través de Cash Money Records, Republic Records y Young Money Entertainment. Las sesiones de grabación se llevaron a cabo entre 2015 y 2016, con Drake y su colaborador habitual, el productor 40, como productores ejecutivos. 40 también estuvo a cargo de la mayor parte de la producción del álbum, junto a otros productores como Nineteen85, Maneesh Bidaye, Kanye West y Jordan Ullman, entre otros. El álbum cuenta con la participación de artistas como Jay Z, Kanye West, PartyNextDoor, Pimp C, Dvsn, Wizkid, Kyla, Future, Tory Lanez, y Rihanna.
Views está influenciado por la música de las Indias Occidentales y África Occidental. El álbum marca la primera incursión completa de Drake en el dancehall jamaicano, aunque también incorpora otros géneros como R&B, trap, afrobeat, UK funky y pop. Al igual que en sus trabajos anteriores, Drake aborda temas como el romance, la traición y la lealtad en las amistades. El álbum fue promovido con cinco sencillos: "One Dance", que alcanzó el número uno en el Billboard Hot 100 de Estados Unidos, "Hotline Bling", "Pop Style", "Controlla" y "Too Good".
El álbum debutó en el número uno del Billboard 200 en Estados Unidos, vendiendo 1.04 millones de unidades equivalentes a álbum en su primera semana, incluidas 852,000 copias puras, y estableciendo un récord de más de 245 millones de reproducciones en plataformas de streaming. Views pasó 13 semanas no consecutivas en el primer puesto del Billboard 200 y se convirtió en el primer álbum de Drake en alcanzar el número uno en la Lista de álbumes del Reino Unido. Además, las 20 canciones del álbum ingresaron en el Billboard Hot 100.
A pesar de recibir críticas mixtas, que en su mayoría lo describieron como una repetición excesiva de trabajos anteriores de Drake, Views fue uno de sus álbumes más exitosos comercialmente, con más de siete millones de unidades certificadas a nivel mundial. El álbum ha sido certificado ocho veces platino por la Asociación de la Industria de Grabación de América (RIAA) y seis veces platino por Music Canada. Además, ganó los premios al Mejor Álbum del Billboard 200 y al Mejor Álbum de Rap en los Premios Billboard de 2017.

## Historia
En junio de 2014, Drake lanzó el sencillo titulado "0 to 100 / The Catch Up", en el que abordaba su trayectoria en el rap y su equipo discográfico OVO Sound, además de mencionar un próximo lanzamiento para la primavera de 2015.
Posteriormente, en julio de 2014, tras el éxito de su álbum Nothing Was the Same, Drake anunció que su cuarto álbum llevaría el nombre de "Views from the 6". Sin embargo, la grabación del álbum aún no había comenzado, lo que llevó a varios medios a especular que el lanzamiento se produciría en la primavera de 2015, lo cual no se concretó. En 2015, Drake lanzó dos mixtapes. El primero, titulado If You're Reading This It's Too Late, fue publicado el 13 de febrero de 2015. Posteriormente, el 20 de septiembre de 2015, Drake y Future lanzaron el mixtape What a Time to Be Alive. A finales de 2015, circularon rumores en las redes sociales sobre el posible lanzamiento de Views From the 6 el 6 de enero de 2016, aunque dicha fecha no se cumplió.
El 30 de enero de 2016, Drake presentó el sencillo "Summer Sixteen" a través de su programa musical sabatino en Apple Music, OVO Sound Radio, generando confusión respecto a si era el primer sencillo del nuevo álbum. Más tarde, el 5 de abril de 2016, lanzó los sencillos "One Dance" y "Pop Style (ft. The Throne)", confirmados para su próximo álbum, Views From The 6.
El 27 de abril de 2016, Drake anunció a través de su cuenta de Instagram el tracklist de su nuevo álbum, excluyendo "Summer Sixteen" de la lista. Ese mismo día, un representante de Universal Music Group comunicó que el álbum se titularía simplemente "Views", en lugar de "Views from the 6" como se había considerado anteriormente.
El álbum se estrenó en Apple Music mediante una edición especial de OVO Sound Radio el 28 de abril de 2016, tras una entrevista de Drake en Beats 1 con el locutor Zane Lowe. La noche misma, el álbum fue lanzado oficialmente en Apple Music y iTunes.

### Título y portada del álbum
El título original del álbum de Drake iba a ser "Views from the 6", una denominación que se hizo pública por primera vez durante una entrevista de prensa en julio de 2014. Según el propio Drake, el "6" hace referencia a su ciudad natal, Toronto, Ontario, Canadá. 
El 28 de abril de 2016, día del preestreno del álbum, el título fue acortado a "Views". En una entrevista realizada el mismo día, Drake explicó que el cambio de nombre se relaciona con los cambios estacionales en Toronto, simbolizando el paso del verano al invierno y viceversa.
La portada del álbum y el folleto fueron fotografiados por la fotógrafa con sede en Toronto Caitlin Cronenberg. La portada fue revelada a través de la cuenta de Twitter de Drake el 24 de abril de 2016, mostrando a Drake sentado sobre la Torre CN en Toronto. Posteriormente, la cuenta oficial de Twitter de la Torre CN confirmó que la imagen había sido manipulada digitalmente.

## Temas y producción
Las canciones de Views abordan los problemas sentimentales de Drake, sus experiencias con la traición, así como las celebraciones de lealtad y amistad. Emma Garland, en un artículo para Vice, indicó que el álbum "lo que le falta en sentimiento lírico, lo compensa con experimentación musical y producción". Garland también definió el álbum como una "versión minimizada de If You're Reading This It's Too Late [que] ha florecido en el formato más desarrollado de Take Care." Elliott Sharp, de Red Bull Music, describió el ambiente del álbum como "relajado, lento, suave, sedoso y somnoliento". En una entrevista con Apple Music's Zane Lowe, Drake mencionó que el tema del álbum es el "desordenado y cambiante clima en Toronto."
Views toma influencias de la música de las Indias Occidentales y de África Occidental, marcando la primera incursión completa de Drake en la música jamaicana de dancehall. Anteriormente, Drake ya había explorado el género en su mixtape de 2015, If You're Reading This It's Too Late. De los cinco sencillos lanzados de Views, tres eran principalmente canciones de dancehall ("One Dance", "Controlla" y "Too Good"). Otros géneros presentes en el álbum incluyen R&B, hip hop, trap, Afrobeat, UK funky, y pop.

## Lista de canciones
| N.º | Título                                  | Escritor(es) | Producer(s)                                               | Duración |  |
| 1.  | «Keep the Family Close»                 | Aubrey Graham Maneesh Biyade | Biyade                                                    | 5:29     |  |
| 2.  | «9»                                     | Graham Noah "40" Shebib Matthew Samuels Brian Alexander Morgan Craig Harrisingh David Harrisingh David Brooks Craig Marsh                                                                        | 40 Boi-1da Morgan                                         | 4:16     |  |
| 3.  | «U With Me?»                            | Graham Shebib Kanye West Dacoury Natche Ricci Riera Axel Morgan Jahron Brathwaite Anderson Hernández Ozan "OZ" Yildirim Dave Goode Mark Andrews Earl Simmons Phillip Weatherspoon Anthony Fields | 40 PartyNextDoor West DJ Dahi Riera AxlFolieTHC Vinylz OZ | 4:57     |  |
| 4.  | «Feel No Ways»                          | Graham Jordan Ullman Shebib Nayvadius Wilburn Anne Dudley Malcolm McLaren | Ullman 40                                                 | 4:01     |  |
| 5.  | «Hype»                                  | Graham Samuels Shebib Paul Jefferies Anthony Tucker Kevin Gomringer | Boi-1da Nineteen85 The Beat Bully 40 Cubeatz              | 3:29     |  |
| 6.  | «Weston Road Flows»                     | Graham Shebib Mary J. Blige Sean Combs Chucky Thompson Jon Levine David Carty | 40 Stwo                                                   | 4:14     |  |
| 7.  | «Redemption»                            | Graham Shebib Michael Peter Olsen LaShawn Daniels Fred Jerkins III Kyle Cox Rodney Jerkins William Norwood                                                                                       | 40                                                        | 5:34     |  |
| 8.  | «With You» (featuring PartyNextDoor)    | Graham Brathwaite Shane "Murda Beatz" Lindstrom Carl McCormick Jefferies | Murda Beatz PartyNextDoor Cardiak Nineteen85              | 3:15     |  |
| 9.  | «Faithful» (featuring Pimp C and dvsn)  | Graham Shebib Samuels Daniel Daley Chad Butler Jefferies Johnta Austin Bryan-Michael Cox Kevin Hicks                                                                                             | 40 dvsn Boi-1da Nineteen85                                | 4:50     |  |
| 10. | «Still Here»                            | Graham Jahmar "Daxz" Carter Shebib | Daxz 40                                                   | 4:59     |  |
| 11. | «Controlla» (Featuring Tory Lanez)      | Graham Samuels Dwayne Chin-Quee Allen Ritter , Daystar Peterson Stephen McGregor Moses Davis Donald Dennis Gary Jackson Patrick Roberts Andrew Thomas                                            | Boi-1da Supa Dups Ritter Di Genius                        | 4:05     |  |
| 12. | «One Dance» (featuring Wizkid and Kyla) | Graham Jefferies Aman Tekleab Shebib Ayodeji Ibrahim Balogun Kyla Smith | Nineteen85 40 Wizkid                                      | 2:54     |  |
| 13. | «Grammys» (featuring Future)            | Graham Shebib Joshua Howard Luellen Ron LaTour Daveon "Yung Exclusive" Jackson Wiliburn | 40 Southside Cardo Yung Exclusive                         | 3:40     |  |
| 14. | «Childs Play»                           | Graham Shebib Leland Tyler Wayne Mark Morales Darren Robinson Malcolm Nichols Damon Wimbley | 40 Metro Boomin                                           | 4:01     |  |
| 15. | «Pop Style»                             | Graham Rupert "Sevn" Thomas Adam Feeney Samuels Shawn Carter Shebib | Sevn Thomas Frank Dukes 40 Ritter Boi-1da                 | 3:33     |  |
| 16. | «Too Good» (featuring Rihanna)          | Graham Robyn Fenty Jefferies Bidaye Scaruffi Chin-Quee Atom Martin Andre Sutherland Andrew Hershey                                                                                               | Nineteen85 Bidaye                                         | 4:23     |  |
| 17. | «Summers Over Interlude»                | Biyade Majid Al Maskati | Biyade                                                    | 1:46     |  |
| 18. | «Fire & Desire»                         | Graham Shebib Rochad Holiday Brandy Norwood Curtis Wilson Jeffrey Young | 40 Hagler                                                 | 3:58     |  |
| 19. | «Views»                                 | Graham Biyade Aion Clarke Samuels | Biyade                                                    | 5:12     |  |
| 20. | «Hotline Bling»                         | Graham Jefferies K. Cox Feeny Timmy Thomas | Nineteen85 Frank Dukes                                    | 4:27     |  |

Notas
- "Keep the Family Close" contiene participaciones vocales por la artista “Sabrina Galmo” y fondos vocalistas por Aion "Voyce" Clarke.
- "9" cuenta con voces de fondo de la artista Mary J. Blige.
- "U With Me?" cuenta con voces de fondo de Divine Brown.
- "With You" cuenta con voces de fondo de Jeremy Felton.
- "Summers Over Interlude" contiene versos del artista Majid Al Maskati.

Créditos de Sample
- "9" contiene ejemplos de "Dying" por el artista Mavado y Serani.
- "U With Me" contiene ejemplos de "What These Bitches Want", y contiene interpretaciones de "How's It Goin' Down" de DMX.
- "Weston Road Flows"  contiene ejemplos de  "Mary's Joint" de la artista Mary J. Blige.
- "Feel No Ways" contiene ejemplos de "World’s Famous" del artista Malcom McLaren.
- "Redemption" contiene ejemplos de  "One Wish" de Ray J.
- "Faithful" contiene ejemplos de  "Get Gone" de “Ideal”.
- "Controlla" contiene ejemplos de  "Tear f Mi Garment" del artista Beenie Man.
- "Childs Play" contiene ejemplos de  "Rode That Dick Like a Soldier" del artista Ha-Sizzle.
- "Too Good" contiene ejemplos de  "Love Yuh Bad" del artista Popcaan.
- "Fire & Desire" contiene ejemplos de  "I Dedicate (Part II)" del artista Brandy.
- "Views" contiene ejemplos de "The Question Is" de The Winans.
- "Hotline Bling" contiene ejemplos de "Why Can't We Live Together" del artista Timmy Thomas

## Personal
| Colaboraciones musicales - PARTYNEXTDOOR — Colaboración musical (track 8) - Pimp C — Colaboración musical (track 9) - dvsn — Colaboración musical (track 9) - Wizkid — Colaboración musical (track 12) - Kyla — Colaboración musical (track 12) - Future — Colaboración musical (track 13) - Rihanna — Colaboración musical (track 16) Personal especial - Greg Moffett — ingeniero de grabación - Noel Cadastre — ingeniero de grabación - Noah Shebib — ingeniero de grabación - Harley Arsenault — asistente de ingeniero de grabación - Michael Brooks — asistente de mezcla - Dalton Tennant — instrumentistas adiciona (track 3) - Greg Moffett — Bajista adicional (track 3) - Chantelle Dube — Arpista (track 1) - Sabrina Galmo — vocalista introductoria (track 1) - Aion "Voyce" Clarke — fondo vocalista (track 1) - Brian Alexander Morgan — programador de tambor (track 2) - Matthew Samuels — programador de tambor - Maneesh Bidaye — instrumentista (track 1, 17, 19) | Productores - 40 — Productor (track 2, 3, 6, 7, 9, 10, 12, 13, 14, 18) - Nineteen85 — Productor (track 5, 9, 12, 16, 20) - Boi-1da — Productor (track 2, 5, 9, 11) - Maneesh — Productor (track 1, 17, 19) - Supa Dups — Productor (track 11, 16) - Kanye West — Productor (track 3) - Southside — Productor (track 13) - Vinylz — Productor (track 3) - Frank Dukes — Productor (track 15) - DJ Dahi — Productor (track 3) - Cardo — Productor (track 13) - The Beat Bully — Productor (track 5) - Jordan Ullman — Productor (track 4) - Cubeatz — Productor (track 5) - Brian Alexander Morgan — Productor (track 2) - Wizkid — Productor (track 12) - Axlfolie — Productor (track 3) - Di Genius — Productor (track 10) - Jordan McClure — Productor (track 10) - Hagler Tyrant — Productor (track 19) - Ricchi Riera — Productor (track 3) - Yung Exclusive — Productor (track 13) - Murda — Productor (track 8) - OZ — Productor (track 3) - GIRV — Productor (track 2) |

## Posicionamiento en lista

### Semanal
| Gráfica (2016)                          | Posición |
| --------------------------------------- | -------- |
| Australia (ARIA)                        | 1        |
| Austria (Ö3 Austria)                    | 20       |
| Bélgica (Ultratop flamenca)             | 3        |
| Bélgica (Ultratop valona)               | 13       |
| Canadá (Billboard Canadian Albums)      | 1        |
| República Checa (ČNS IFPI)              | 19       |
| Dinamarca (Hitlisten)                   | 1        |
| Países Bajos (Album Top 100)            | 3        |
| Finlandia (Suomen Virallinen Lista)     | 2        |
| Francia (SNEP)                          | 4        |
| Alemania (Offizielle Top 100)           | 11       |
| Grecia (IFPI)                           | 22       |
| Hungría (MAHASZ)                        | 31       |
| Irlanda (IRMA)                          | 2        |
| Italia (FIMI)                           | 10       |
| Nueva Zelanda (Recorded Music NZ)       | 1        |
| Noruega (VG-lista)                      | 1        |
| Portugal (AFP)                          | 6        |
| Escocia (Scottish Albums Chart)         | 2        |
| España (PROMUSICAE)                     | 12       |
| Suecia (Sverigetopplistan)              | 2        |
| Suiza (Schweizer Hitparade)             | 4        |
| Reino Unido (UK Albums Chart)           | 1        |
| Reino Unido (UK R&B Albums)             | 1        |
| Estados Unidos (Billboard 200)          | 1        |
| Estados Unidos (Top R&B/Hip-Hop Albums) | 1        |